# Kliszów (województwo podkarpackie)
Kliszów – wieś w Polsce, w województwie podkarpackim, w powiecie mieleckim, w gminie Gawłuszowice.
| SIMC    | Nazwa       | Rodzaj    |
| ------- | ----------- | --------- |
| 0665337 | Kobzajsk    | część wsi |
| 0665343 | Kolonia     | część wsi |
| 0665350 | Podkościele | część wsi |
| 0665366 | Wątok       | część wsi |

Kliszów leży w Kotlinie Sandomierskiej, na prawym brzegu Wisłoki. Jest to największa miejscowość w gminie Gawłuszowice zarówno pod względem powierzchni, jak i pod względem liczby ludności.
Wieś leżąca w powiecie sandomierskim województwa sandomierskiego wchodziła w XVII wieku w skład kompleksu mieleckiego dóbr Zbigniewa Ossolińskiego. W latach 1975–1998 miejscowość administracyjnie należała do województwa rzeszowskiego.